# Thuidium tripinnatum
Thuidium tripinnatum là một loài Rêu trong họ Thuidiaceae. Loài này được (Müll. Hal.) Paris miêu tả khoa học đầu tiên năm 1898.